# Elegia grandis
Elegia grandis là một loài thực vật có hoa trong họ Restionaceae. Loài này được (Spreng. ex Nees) Kunth mô tả khoa học đầu tiên năm 1841.